# Rendimento de arma nuclear

Gráfico log-log comparando o rendimento (em quilotons) e a massa (em quilogramas) de várias armas nucleares desenvolvidas pelos Estados Unidos.

O rendimento de uma arma nuclear é a quantidade de energia liberada quando essa arma específica é detonada, geralmente expressa em equivalente em TNT (a massa equivalente padronizada de trinitrotolueno que, se detonada, produziria a mesma descarga de energia), seja em quiloton (kt — milhares de toneladas de TNT), em megaton (Mt — milhões de toneladas de TNT), ou às vezes em terajoules (TJ — 1 quiloton de TNT = 4,184 TJ). Um rendimento explosivo de um terajoule é igual a 0,239 quilotonelada de TNT. Porém, como a precisão de qualquer medição da energia liberada pelo TNT sempre foi problemática e sujeita a incertezas, especialmente no início da Era Atômica, a convenção aceita é que um quiloton de TNT é mantido simplesmente como equivalente a 1012 calorias.
A relação rendimento-peso é a quantidade de rendimento da arma em comparação com a massa da arma. A proporção prática máxima de rendimento em peso para armas de fusão (armas termonucleares) é estimada em seis megatons de TNT por cada tonelada métrica de massa da bomba (25 TJ/kg). Foram reportados rendimentos de 5,2 megatons/tonelada e mais para armas de grande porte fabricadas para uma única ogiva, usada no início dos anos 60. Desde então, as ogivas menores necessárias para alcançar o aumento da eficiência de danos líquidos (dano de bomba/massa de bomba) de vários sistemas de ogivas resultaram em reduções na relação de rendimento/massa das ogivas individuais modernas.

## Exemplos de rendimentos de armas nucleares
Em ordem crescente de rendimento (a maioria dos valores são aproximados):
| Bomba                                                        | Rendimento | Rendimento | Notas |
| Bomba                                                        | kt TNT     | TJ         | Notas |
| ------------------------------------------------------------ | ---------- | ---------- | --- |
| Davy Crockett                                                | 0,02       | 0,084      | Arma nuclear tática de rendimento variável - massa apenas 23 kg, a mais leve já empregada pelos Estados Unidos (a mesma ogiva da Special Atomic Demolition Munition e do míssil GAR-11 Nuclear Falcon). |
| AIR-2 Genie                                                  | 1,5        | 6,3        | Um míssil ar-ar não guiado, armado com uma ogiva nuclear W25, desenvolvida para interceptar esquadrões de bombardeiros. |
| Bomba atômica de Hiroshima "Little Boy"                      | 13-18      | 54–75      | Arma tipo bomba de fissão de urânio-235 (a primeira das duas armas nucleares usadas em guerra). |
| Bomba atômica de Nagasaki "Fat Man"                          | 20-22      | 84–92      | Bomba de fissão de plutônio-239 do tipo implosão (a segunda das duas armas nucleares usadas em guerra). |
| Ogiva W76                                                    | 100        | 420        | Doze deles podem estar em um míssil MIRV Trident II; tratado limitado a oito. |
| Ogiva W87                                                    | 300        | 1 300      | Dez deles estavam em um LGM-118A Peacekeeper MIRV. |
| Ogiva W88                                                    | 475        | 1 990      | Doze deles podem estar em um míssil Trident II; tratado limitado a oito. |
| Bomba de fissão Ivy King                                     | 500        | 2 100      | A mais poderosa bomba de fissão pura dos EUA, 60 kg de urânio, tipo implosão. |
| Ogiva Orange Herald                                          | 720        | 3 000      | A mais poderosa arma de fissão intensificada do Reino Unido. |
| Bomba termonuclear B83                                       | 1 200      | 5 000      | Arma de rendimento variável, a arma mais poderosa dos EUA em serviço ativo. |
| Bomba termonuclear B53                                       | 9 000      | 38 000     | Foi a bomba mais poderosa dos EUA em serviço ativo até 1997. 50 foram retidas como parte da parte "Hedge" do Enduring Stockpile até serem completamente desmontadas em 2011. A variante Mod 11 do B61 substituiu o B53 no papel de antibunker. A ogiva W53 da arma foi usada no míssil Titan II até o sistema ser desativado em 1987.                                                                                       |
| Bomba termonuclear Castle Bravo                              | 15 000     | 63 000     | Teste mais poderoso dos EUA. |
| EC17/Mk-17, o EC24/Mk-24 e a bomba termo nuclear B41 (Mk-41) | 25 000     | 100 000    | As armas mais poderosas dos EUA: 25 megatoneladas de TNT (100 PJ); o Mk-17 também era o maior por área metragem quadrada e metragem cúbica em massa: cerca de 20 tonelada curtas (18 000 kg). O Mk-41 ou B41 tinha uma massa de 4800 kg e rendimento de 25 Mt; isso equivale a ser a arma de maior rendimento e peso já produzida. Todas eram bombas de gravidade transportadas pelo bombardeiro B-36 (aposentado em 1957). |
| Toda a série de testes nucleares da Operação Castelo         | 48 200     | 202 000    | A maior série de testes de rendimento realizada pelos EUA. |
| Tsar Bomba                                                   | 50 000     | 210 000    | A arma nuclear mais poderosa já detonada, da URSS, rendimento de 50 megatons (50 milhões de toneladas de TNT). Na sua forma "final" (isto é, com uma calçadeira de urânio empobrecido em vez de uma feita de chumbo), seriam 100 megatons. |
| Todos os testes nucleares desde 1996                         | 510 300    | 2 135 000  | Energia total gasta durante todos os testes nucleares. |

Como comparação, o rendimento da explosão da bomba GBU-43/B Massive Ordnance Air Blast é de 0,011 kt e a do atentado de Oklahoma City, onde foi usado um carro-bomba com fertilizante, foi de 0,002 kt. A maioria das explosões artificiais não nucleares são consideravelmente menor do que as que são consideradas armas nucleares de pequeno porte.

## Explosões nucleares marcantes
A lista a seguir é de explosões nucleares memoráveis. Além dos bombardeios atômicos de Hiroshima e Nagasaki, está incluído o primeiro teste nuclear de um determinado tipo de arma de um país e testes que foram notáveis (como o maior teste de todos os tempos). Todos os rendimentos (potência explosiva) são dados em seus equivalentes de energia estimados em quilotons de TNT (ver equivalente em TNT). Testes putativos (como o Incidente Vela) não estão incluídos.
| Data                    | Nome                                | Rendimento (kt) | País        | Importância |
| ----------------------- | ----------------------------------- | --------------- | ----------- | --- |
| 16 de julho de 1945     | Trinity                             | 18–20           | EUA         | Primeiro teste de um dispositivo de fissão, primeira detonação por implosão de plutônio. |
| 6 de agosto de 1945     | Little Boy                          | 12–18           | EUA         | Bombardeio de Hiroshima, Japão, primeira detonação de um dispositivo do tipo arma de urânio, primeiro uso de um dispositivo nuclear em combate.                                                 |
| 9 de agosto de 1945     | Fat Man                             | 18–23           | EUA         | Bombardeio de Nagasaki, Japão, segunda detonação de um dispositivo de implosão de plutônio (o primeiro sendo a Experiência Trinity), segundo e último uso de um dispositivo nuclear em combate. |
| 29 de agosto de 1949    | RDS-1                               | 22              | URSS        | Primeiro teste de armas de fissão pela URSS. |
| 3 de outubro de 1952    | Hurricane                           | 25              | Reino Unido | Primeiro teste de armas de fissão pelo Reino Unido. |
| 1 de novembro de 1952   | Ivy Mike                            | 10 400          | EUA         | O primeiro combustível de fusão criogênico "com estágios" em uma arma termonuclear, um dispositivo de teste e não armado.                                                                       |
| 16 de novembro de 1952  | Ivy King                            | 500             | EUA         | Maior arma de fissão pura já testada. |
| 12 de agosto de 1953    | Joe 4                               | 400             | URSS        | Primeiro teste de armas de fusão pela URSS (sem estágios). |
| 1 de março de 1954      | Castle Bravo                        | 15 000          | EUA         | O primeiro combustível de fusão de cinza nuclear "com estágios" em uma arma termonuclear; ocorreu um grave acidente nuclear; maior detonação nuclear realizada pelos Estados Unidos.            |
| 22 de novembro de 1955  | RDS-37                              | 1 600           | URSS        | Primeiro teste de arma termonuclear "com estágios" pela URSS. |
| 31 de maio de 1957      | Orange Herald                       | 720             | Reino Unido | Maior arma de fissão intensificada já testada. Pretendido como um substituto "na faixa de megatons" no caso de o desenvolvimento termonuclear britânico falhar.                                 |
| 8 de novembro de 1957   | Grapple X                           | 1 800           | Reino Unido | Primeiro (bem-sucedido) teste de arma termonuclear "com estágios" pelo Reino Unido. |
| 13 de fevereiro de 1960 | Gerboise Bleue                      | 70              | França      | Primeiro teste de armas de fissão pela França. |
| 30 de outubro de 1961   | Tsar Bomba                          | 50 000          | URSS        | A maior arma termonuclear já testada - reduzida em 50% a partir do seu projeto inicial de 100 Mt                                                                                                |
| 16 de outubro de 1964   | 596                                 | 22              | China       | Primeiro teste de armas de fissão pela República Popular da China |
| 17 de junho de 1967     | Teste nº 6                          | 3 300           | China       | Primeiro teste de arma termonuclear "com estágios" pela República Popular da China |
| 24 de agosto de 1968    | Canopus                             | 2 600           | França      | Primeiro teste de arma termonuclear "com estágios" pela França |
| 18 de maio de 1974      | Smiling Buddha                      | 12              | Índia       | Primeiro teste de explosivos nucleares de fissão pela Índia |
| 11 de maio de 1998      | Pokhran-II                          | 45–50           | Índia       | Primeiro potencial teste de fusão/arma intensificada pela Índia; primeiro teste de armas de fissão implantada pela Índia                                                                        |
| 28 de maio de 1998      | Chagai-I                            | 40              | Paquistão   | Primeiro teste de arma de fissão (intensificada) pelo Paquistão |
| 9 de outubro de 2006    | Teste nuclear norte-coreano de 2006 | menos de 1      | RPDC        | Primeiro teste de armas de fissão da Coreia do Norte (baseada em plutônio) |
| 3 de setembro de 2017   | Teste nuclear norte-coreano de 2017 | 200–300         | RPDC        | Primeiro teste "armado" de armas termonucleares reivindicado pela Coreia do Norte |

"Com estágio" refere-se ao fato de se tratar de uma "verdadeira" bomba de hidrogênio da chamada configuração Teller-Ulam ou simplesmente de uma forma de arma de fissão intensificada. Para uma lista mais completa de séries de testes nucleares, consulte Lista de testes nucleares [en]. Algumas estimativas exatas de rendimento são contestadas entre especialistas, como por exemplo a da Tsar Bomba e os testes da Índia e do Paquistão em 1998.